# 竹頭公廟
25°03′17″N 121°29′19″E / 25.054750°N 121.488478°E
竹頭公廟，是位於臺灣新北市三重區光明里的陰廟，原先預計拆遷到公園、校園而遭到反對，之後另擇他地遷移。

## 沿革
建廟傳說是集美街過去一帶是稻田、竹林遍佈，某日一農民在到竹林見一顆男性頭顱，遂將頭顱埋於竹林中、豎立牌位，後又將骨頭甕請入竹林中的土地公廟，讓當地民眾祭拜，久之，被稱為「竹頭公」。
二十世紀中葉，信徒將香爐迎上神案，後來集美街開闢，竹頭公遷移多次。1981年間因道路開闢，之後經歷一次遷移。1986年間，廟址被劃進都市計畫道路用地。之後廟遷至集美街中興游泳池對面的農會公有地。
因集美街路面不斷升高，廟內地勢相對低窪，時常淹水。於是1999年廟方管理員唐治君藉由參加臺北縣政府神壇負責人會議時，當面向縣長蘇貞昌陳情，望政府協助將地面升高。廟方管理員王罔市回憶，她和信徒曾因淹水的事，擲筊問過竹頭公要不要搬，得到同意指示。但三重市公所回應，升高地面可能面臨更動建築所需請領建照等程序，得需地主出具同意外，也得合乎寺廟管理辦法。
後縣政府計畫開發廟所在土地，廟又面臨拆遷，由三重市長李乾龍在2003年3月11日到廟裡獲得代表同意的聖筊。區公所和廟方曾提議遷至廟旁停車場、籃球場，後協調遷至100公尺外的玫瑰公園，引發當地光明里長李政達在2012年7月14日率里民抗議。同年11月1日晚的公聽會，城鄉局指出，現行法令不允許在公園裡蓋廟，讓遷廟的構想再度回到原點。
2014年，新北市政府以遷移竹頭公廟到集美國小校園的條件下，採容積移轉的解套方式，讓校方換得農會無償撥用、2001年估計市值三億元的土地，但引起家長擔憂。多次遷移未果，讓廟方老管理員王罔市相當無奈。同年，經過議長陳幸進和議員李坤城、陳啟能等人投入協調，將竹頭公廟遷往一旁的公有土地，於年9月24日舉行安座大典，多年來的遷廟爭議塵埃落定。

## 祭祀
2000年報導時，三重市公所民政課課員石文海表示，相傳竹頭公靈驗，早期信徒請歌仔戲、布袋戲戲班演出酬神戲還願，一年曾達二百多場，每逢農曆七月，祭拜人潮絡繹不絕。早年許多演藝圈人士也到此祭拜。